# Stangata in famiglia
Stangata in famiglia è un film del 1976 diretto da Franco Nucci.

## Trama
La vita del cavalier Brambilla non è semplice poiché, rimasto vedovo, si trova a dover mantenere le figlie Pina e Mariuccia. Trasferito in pianta stabile a casa sua c'è inoltre il cognato Nicola, anch'egli rimasto vedovo, con la figlia Sabina. In crisi finanziaria, Brambilla si fa convincere così da un superiore, il dottor Esposito dell'Intendenza di Finanza, a svolgere delle indagini sulle rendite di massaggiatrici, estetiste, ecc. dietro i cui annunci sospetta si nascondano lucrose attività legate alla prostituzione. Seguirà una boccaccesca girandola di situazioni equivoche che Brambilla affronterà con un atteggiamento tra l'ingenuo e il rassegnato.
Ma la prospettiva di facili guadagni accende la fantasia di quanti ascoltano il resoconto delle sue disavventure e, nel finale, un'amara sorpresa lo attenderà: la sua famiglia si è organizzata e ha aperto un "centro estetico".

## Produzione
Girato completamente a Milano vede la partecipazione della futura annunciatrice di Italia 1 Gabriella Golia al suo unico film e che, al contrario di altre attrici presenti, non si spoglia mai.